# رياضة ركوب الأمواج للسيدات
رياضة ركوب الأمواج للسيّدات أو ما يُعرف بركمجة السيّدات، هي إحدى الرياضات النِّسائية المائية والتي زادت شعبيتها على مدار الخمسين عامًا الماضية.  في مُنتصف القرن التاسع عشر، ذكرَ تقريرٌ مِن ترامس هاواي السنوية [الإنجليزية] أنَّ النِّساء في هاواي القديمة كُنَّا يُمارسنا ركوب الأمواج بأعدادٍ تساوي أعداد الرِجال وغالبًا أفْضَل منهم.  في العالم الإسلامي، يُمارسن العديد من النساء رياضة ركوب الأمواج. 

## أصل الرياضة
بدأت رياضة ركوب الأمواج على الأرجح في غينيا الجديدة.  من المعروف أن هذه الرياضة تمارس في هاواي والجزر المحيطة بها، لكنها امتدت إلى باقي القارات. 

## مناطق ممارسة الرياضة
يمُكن ركوب الأمواج في أيّ مكانٍ في العالم فيه أمواج، مثل بيرو وأستراليا وإندونيسيا وجنوب إفريقيا وفرنسا والفلبين والإكوادور وأي مكان آخر به شاطئ وموجات قادمة. أوقات المد، خلال اليوم، والعواصف على بعد أميال من الشاطئ والطقس هي عوامل مؤثرة على قوة الأمواج. 